# Sirr
Le Sirr est un terme appartenant au lexique arabe de la spiritualité soufie. Le Sirr, une des six subtilités (Lataif-e-sitta), veut désigner l'inexprimable, l'ineffable, l'incommunicable. Ce "secret spirituel", exprime à la fois le dépôt spirituel (al-amana)dont est garant un maître soufi et la demeure de celui-ci qui est le cœur ou le centre de l’être, symbolisé par la pulpe d’un fruit dans certaines traductions. Il désigne aussi l’influx initiatique du cheykh véhiculé par la pratique spirituelle (dhikr)et par lequel la transmutation intérieure du disciple s’opère.

## Origine et signification du terme
Le terme Sirr (en arabe : سرّ) signifie littéralement "secret" ou "mystère" en langue arabe. Dans le contexte soufi, il prend une dimension métaphysique et spirituelle, désignant une réalité subtile et intérieure qui échappe aux perceptions ordinaires. Cette notion s'inscrit dans une perspective ésotérique, où le Sirr est perçu comme une capacité spirituelle qui permet de recevoir et de percevoir les vérités divines.

## Symbolique et analogies
Dans la symbolique soufie, le Sirr est parfois comparé à une lumière cachée au cœur de l’être humain, ou encore à un trésor enfoui profondément. Il est également associé à la notion de pulpe, représentant l’essence et la partie la plus intime de l’âme, protégée par des couches extérieures.

## Les six subtilités (Lataif-e-sitta)
Le Sirr fait partie des six centres spirituels ou Lataif-e-sitta, un concept fondamental dans plusieurs écoles soufies. Ces subtilités sont considérées comme des niveaux d’existence spirituelle ou des "organes subtils" que le disciple doit purifier et éveiller pour progresser dans sa quête spirituelle. Voici une brève description des six subtilités :
1. Nafs (le moi inférieur) : L’ego ou l’âme charnelle.
2. Qalb (le cœur) : Le siège des émotions et de l’amour divin.
3. Sirr (le secret) : Le centre du mystère spirituel.
4. Ruh (l’esprit) : La réalité spirituelle pure.
5. Khafi (le caché) : Une conscience plus subtile et plus profonde[5].
6. Akhfa (le plus caché) : La réalité ultime, liée à l’essence divine.